# شکلات داغ

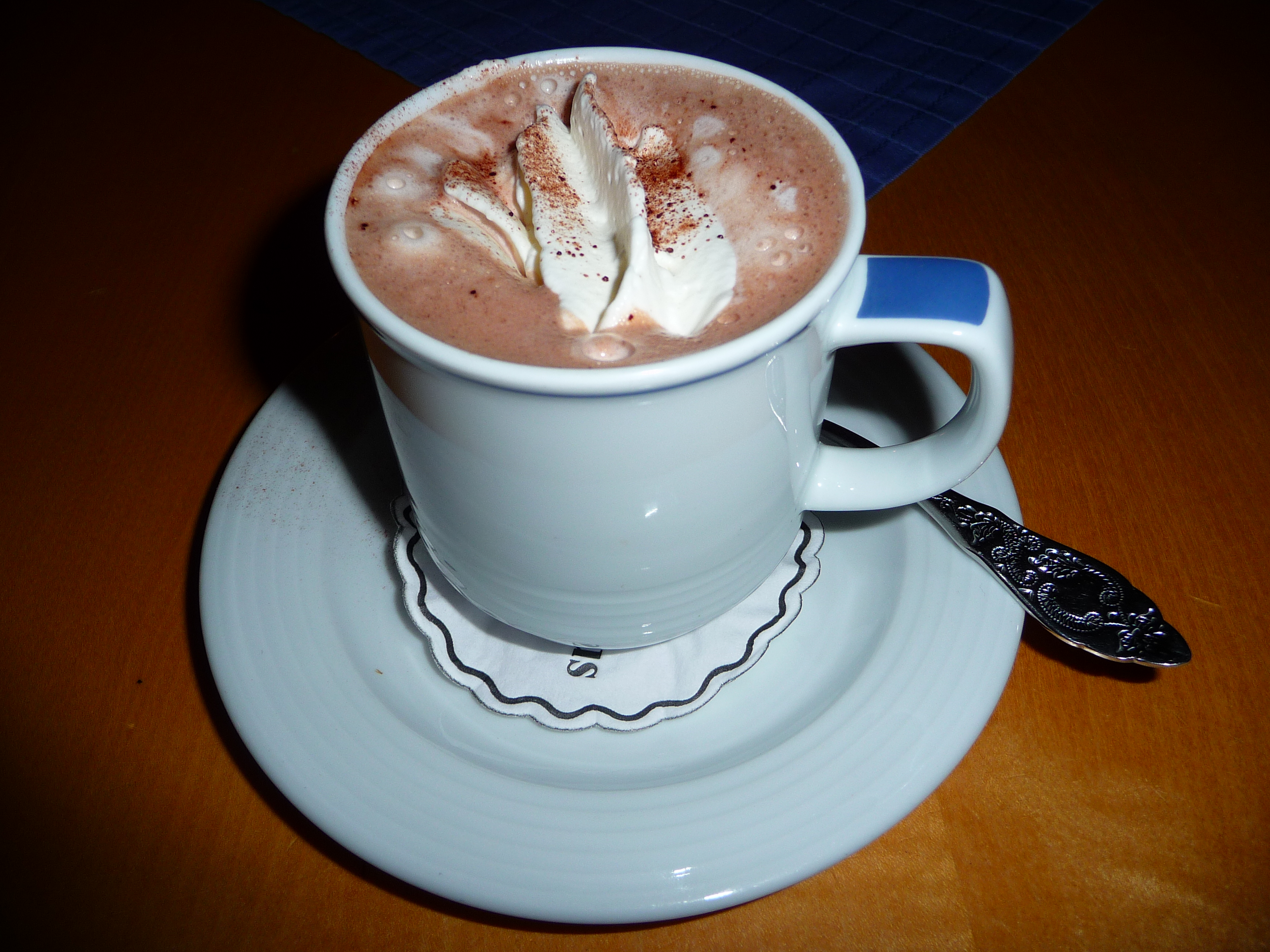
یک فنجان از شکلات داغ، با کرم تند، پودر کاکائو و قارچ و گل ختمی

شکلات داغ یا هات چاکلت (به انگلیسی: hot chocolate) نوشیدنی داغی است که به‌طور معمول شامل شکلات رنده شده یا ذوب شده یا پودر کاکائو، شیر گرم شده یا آب و شکر است.

## تأثیر بر سلامتی
نوشیدن روزانه دو فنجان شکلات جریان خون را در مغز سالمندانِ سالم افزایش می‌دهد و به همین دلیل عملکرد حافظۀ آنها بهبود پیدا می‌کند.

## طرز تهیه
به ازای هر نفر ۱۰۰ گِرم شکلات تخته‌ای را با یک لیوان شیر داغ مخلوط می‌کنیم و روی حرارت می‌گذاریم. می‌توان دارچین یا هِل یا وانیل هم به آن افزود.

## نگارخانه

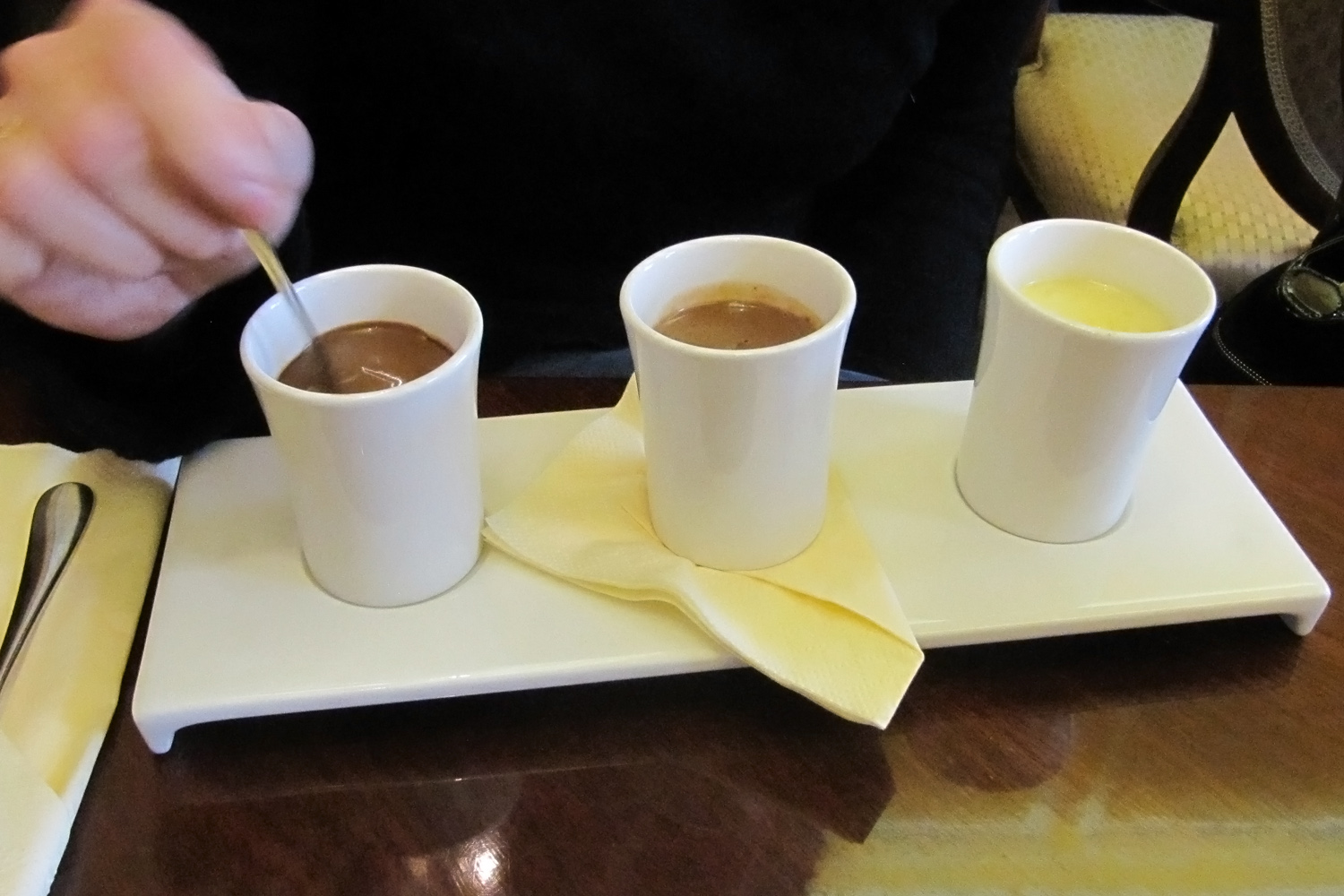
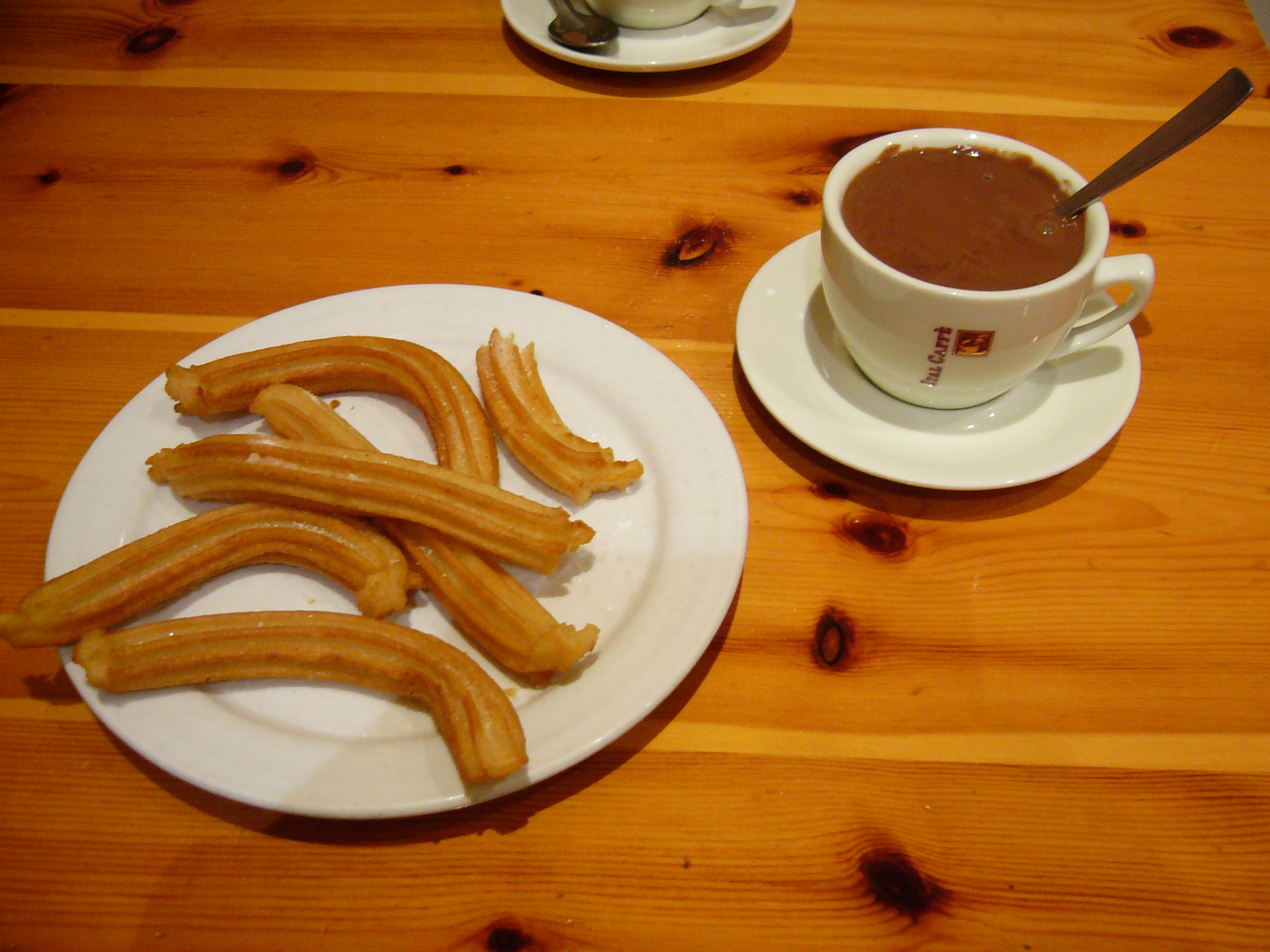
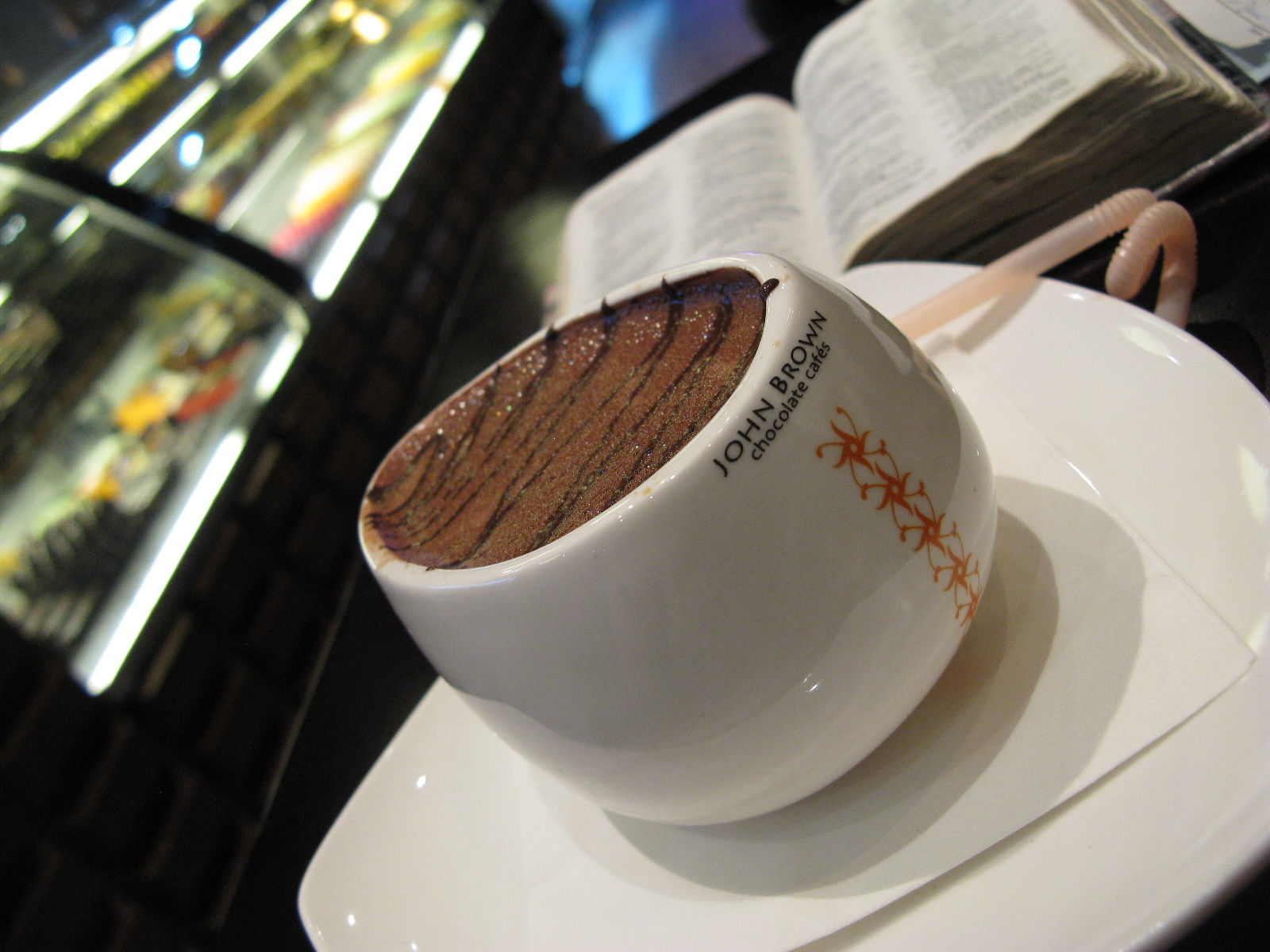
فنجان هات چاکلت در کافه
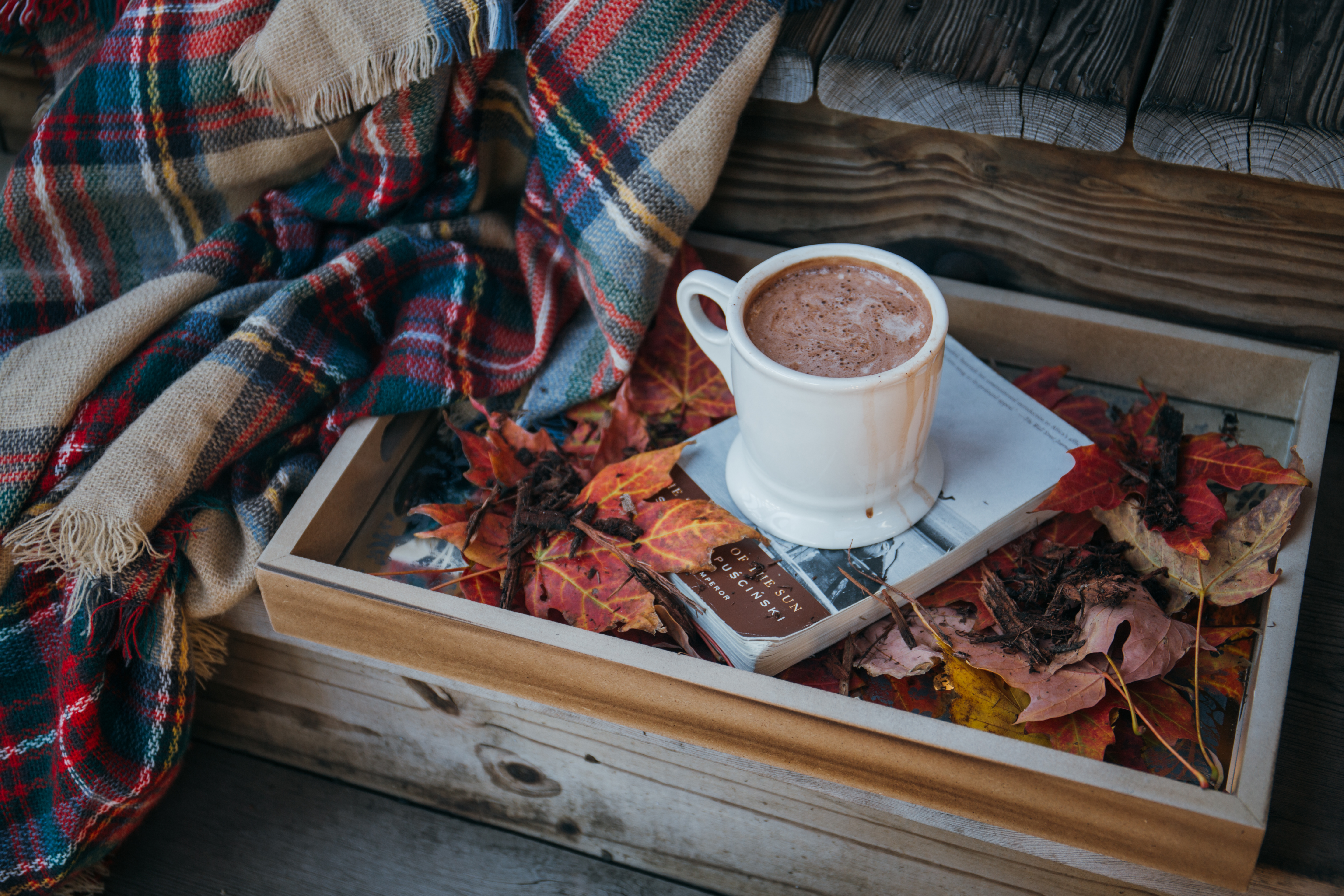
هات چاکلت در فصل پاییز